# Acer poliophyllum
Acer poliophyllum é uma espécie de árvore do gênero Acer, pertencente à família Aceraceae.